# Cornimont
Cornimont é uma comuna francesa situada no departamento de Vosges, na região de Grande Leste. População de 3.861 hab. (1999) e área total de 40,23 km².